# Rio Prêto (vattendrag i Brasilien, Rio de Janeiro, lat -21,68, long -41,50)
Rio Prêto är ett vattendrag i Brasilien.   Det ligger i delstaten Rio de Janeiro, i den sydöstra delen av landet, 900 km sydost om huvudstaden Brasília.
Omgivningen kring Rio Prêto är en mosaik av jordbruksmark och naturlig växtlighet. Området är glesbefolkat, med 8 invånare per kvadratkilometer.